# Вайзенберг Тауншип (округ Лігай, Пенсільванія)
Вайзенберг Тауншип (англ. Weisenberg Township) — селище (англ. township) в США, в окрузі Лігай штату Пенсільванія. Населення — 4976 осіб (2020).

## Демографія
Згідно з переписом 2010 року, у селищі мешкали 4923 особи в 1760 домогосподарствах у складі 1437 родин. Було 1841 помешкання
Расовий склад населення:
| - 97,4 % — білих - 0,5 % — чорних або афроамериканців - 0,5 % — азіатів - 0,1 % — вихідців з тихоокеанських островів - 0,1 % — корінних американців |

До двох чи більше рас належало 0,9 %. Частка іспаномовних становила 2,4 % від усіх жителів.
За віковим діапазоном населення розподілялося таким чином: 24,2 % — особи молодші 18 років, 64,0 % — особи у віці 18—64 років, 11,8 % — особи у віці 65 років та старші. Медіана віку мешканця становила 43,6 року. На 100 осіб жіночої статі у селищі припадало 105,9 чоловіків;  на 100 жінок у віці від 18 років та старших — 103,2 чоловіків також старших 18 років.
Середній дохід на одне домашнє господарство  становив 103 143 долари США (медіана — 85 587), а середній дохід на одну сім'ю — 116 614 долари (медіана — 93 607). Медіана доходів становила 59 948 доларів для чоловіків та 44 375 доларів для жінок. За межею бідності перебувало 6,3 % осіб, у тому числі 7,4 % дітей у віці до 18 років та 1,4 % осіб у віці 65 років та старших.
Цивільне працевлаштоване населення становило 2786 осіб. Основні галузі зайнятості: виробництво — 20,0 %, освіта, охорона здоров'я та соціальна допомога — 18,0 %, роздрібна торгівля — 11,6 %, будівництво — 9,9 %.